# Mixxed Up
MiXXed Up är en energidryck innehållandes taurin och glukuronolakton. Energidrycken tillverkas och säljs av Lidl. MiXXed Up finns i ett antal olika varianter som till exempel Classic, Sugar Free och Cassis.